# Купчинці (Гайсинський район)
Ку́пчинці — село в Україні, у Дашівській селищній громаді Гайсинського району Вінницької області. Розташоване на обох берегах річки Лиса Липа (притока Собу) за 25 км на південний схід від міста Іллінці. Населення становить 562 особи (станом на 1 січня 2018 р.).

## Історія
Досі вважається, що назва села походить від назви річки Купи. Так вона значиться у словнику гідронімів України за ред. Неподкупного, Стрижака і Цілуйка. Тут же її називають «Купна» та «Купча». Однак архівні джерела, зокрема план с. Купчинець, складений 18 серпня 1890 р., подає річку Купу під назвою «Катова». Отже, назва Купа з'явилася пізніше.
Існує інша версія, за якою назва Купчинці нібито походить від того, що в глибоку давнину по одну сторону річки Купи жили купці, а по другу — чинці (чинили шкури). Коли жителі обох поселень збудували міст через річку і встановили взаємозв'язки, то виникло село, якому дали назву Купчинці. Але ця думка не має жодних підтверджень.
Є ще одна версія, згідно з якою територія теперішнього села була місцем збору козацьких загонів. Сюди вони сходились до купи, тобто до гурту, і звідси вирушали в похід. А оселившись, назвали село Купчинці, від слова «докупи». На користь цієї версії говорить ще й те, що за переказами, тут першими оселились козаки Шеремета, Захмура, Пацір. Від їхніх прізвищ стали називатись вулиці: Шереметівка, Захмурин, Пацірівка.
7 (20) листопада 1917 року, відповідно до Третього Універсалу Української Центральної Ради, увійшло до складу Української Народної Республіки.
12 червня 2020 року, відповідно розпорядження Кабінету Міністрів України № 707-р «Про визначення адміністративних центрів та затвердження територій територіальних громад Вінницької області», село увійшло до складу Дашівської міської громади.
19 липня 2020 року, в результаті адміністративно-територіальної реформи і ліквідації Іллінецького району, село увійшло до складу Гайсинського району.

## Населення

### Мова
Розподіл населення за рідною мовою за даними перепису 2001 року:
| Мова            | Кількість | Відсоток |
| --------------- | --------- | -------- |
| українська      | 634       | 98.75%   |
| російська       | 5         | 0.77%    |
| білоруська      | 1         | 0.16%    |
| румунська       | 1         | 0.16%    |
| інші/не вказали | 1         | 0.16%    |
| Усього          | 642       | 100%     |

## Відомі люди
- Михайло Коваль — український військовик,  старший солдат Збройних сил України, учасник російсько-української війни 2014–2015 років.
- Анатолій Бровій (* 1983) — український правник.
- Коцюруба Марія Іванівна (* 1946) — Герой Соціалістичної Праці.
- Хоменко Федір Пантелеймонович (1934—2016) — Герой Соціалістичної Праці.

## Галерея

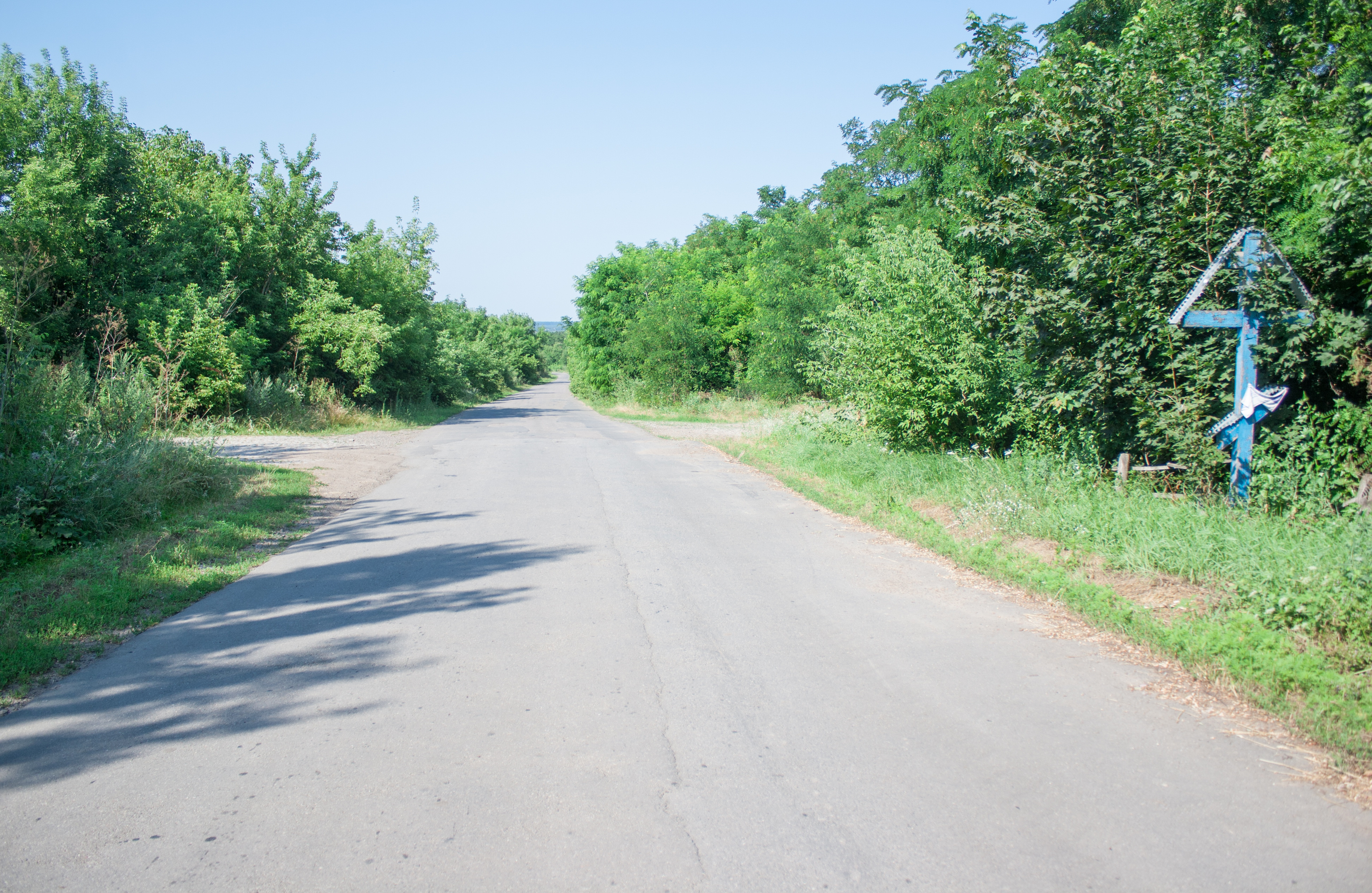
В'їзд у село
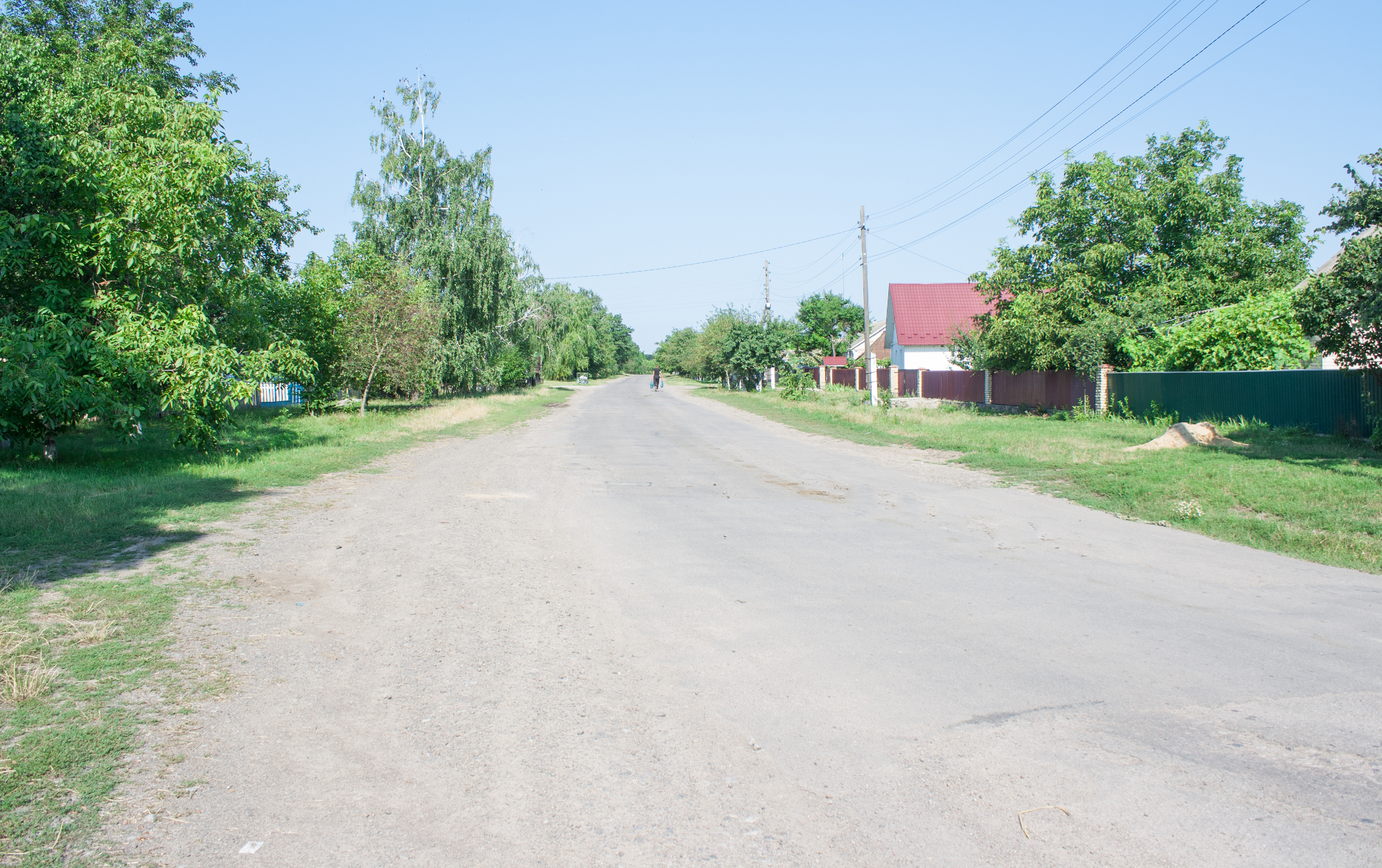
Головна вулиця
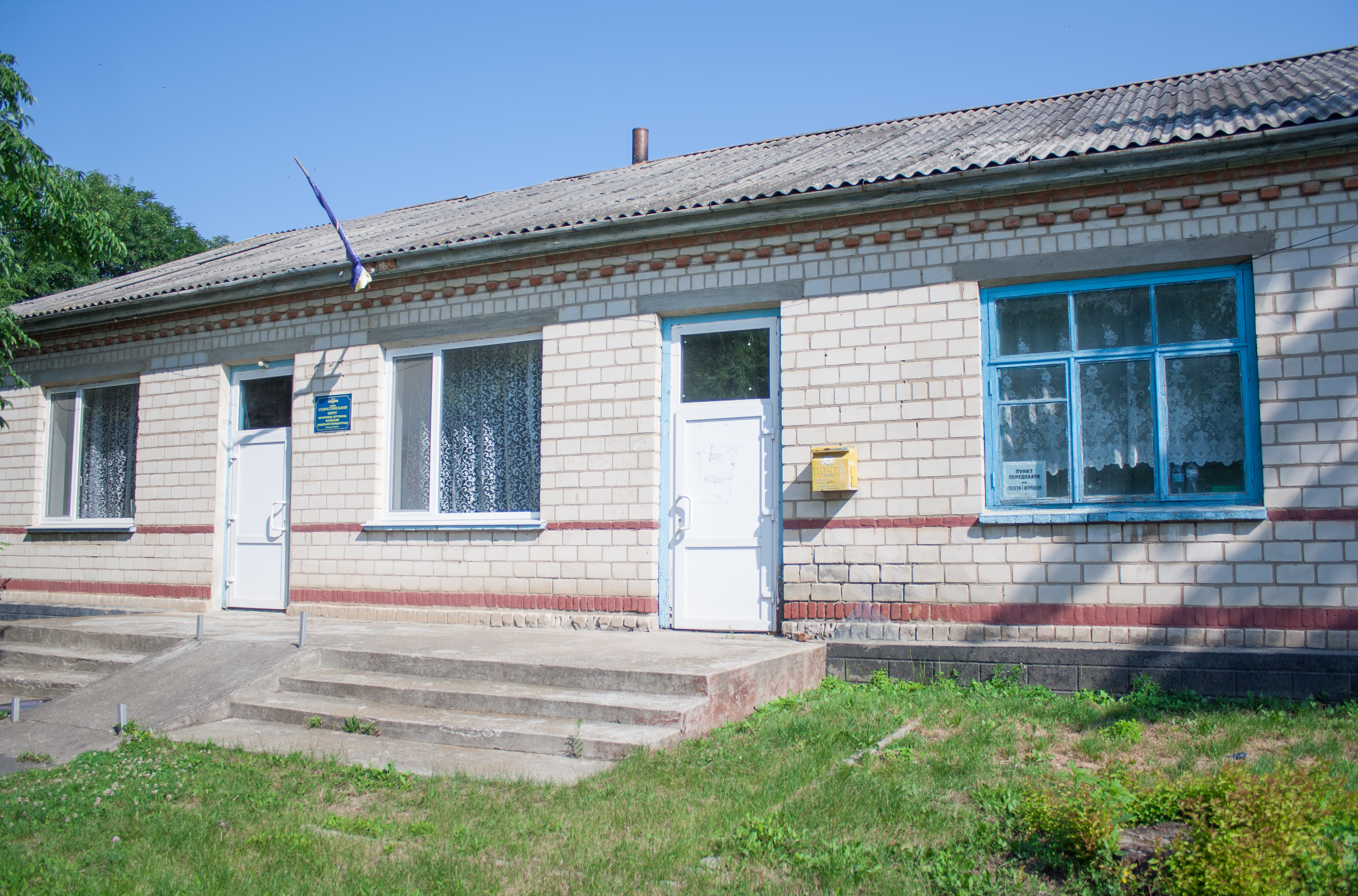
Сільрада
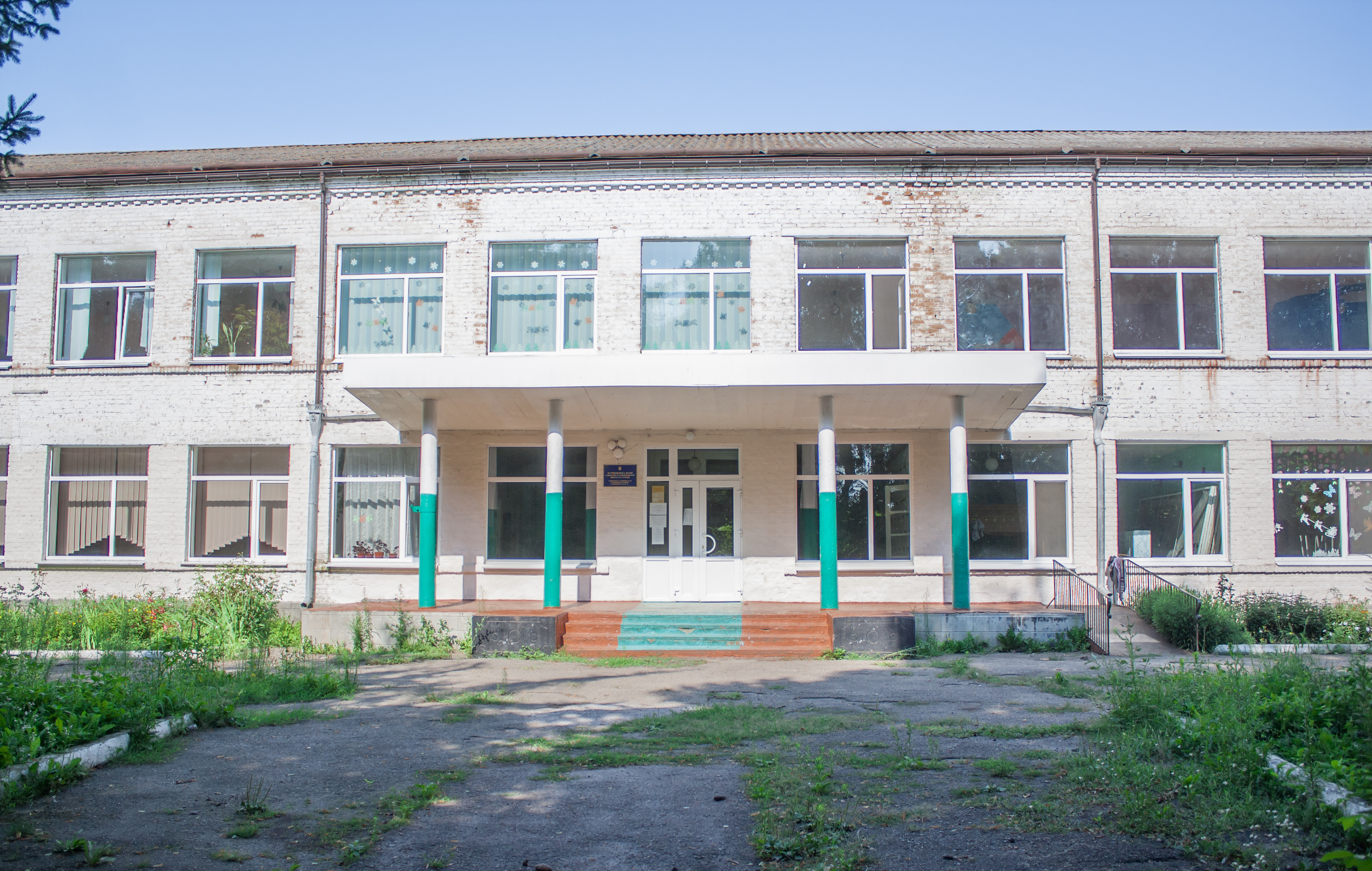
Школа
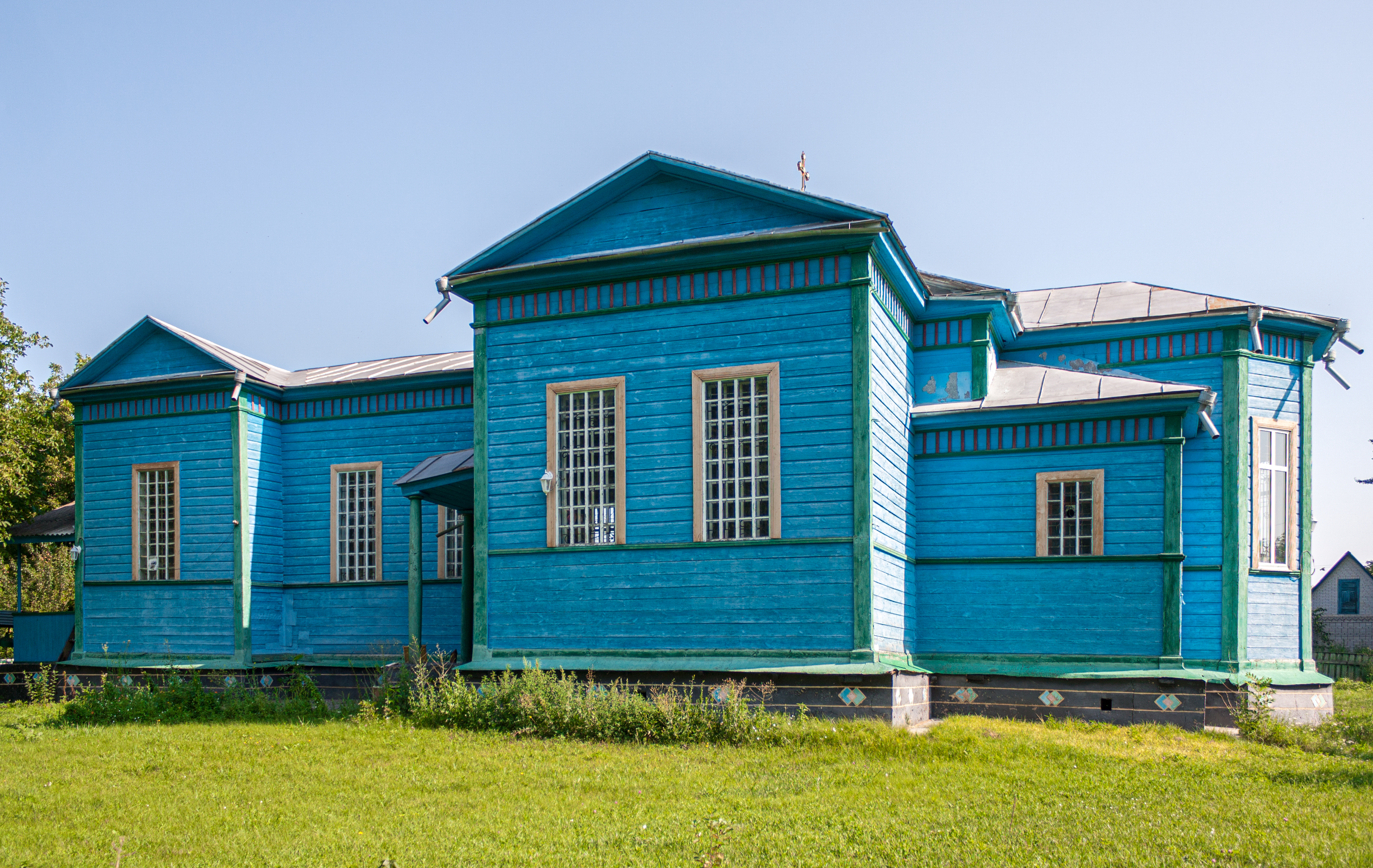
Свято-Покровська церква (1748 р.)
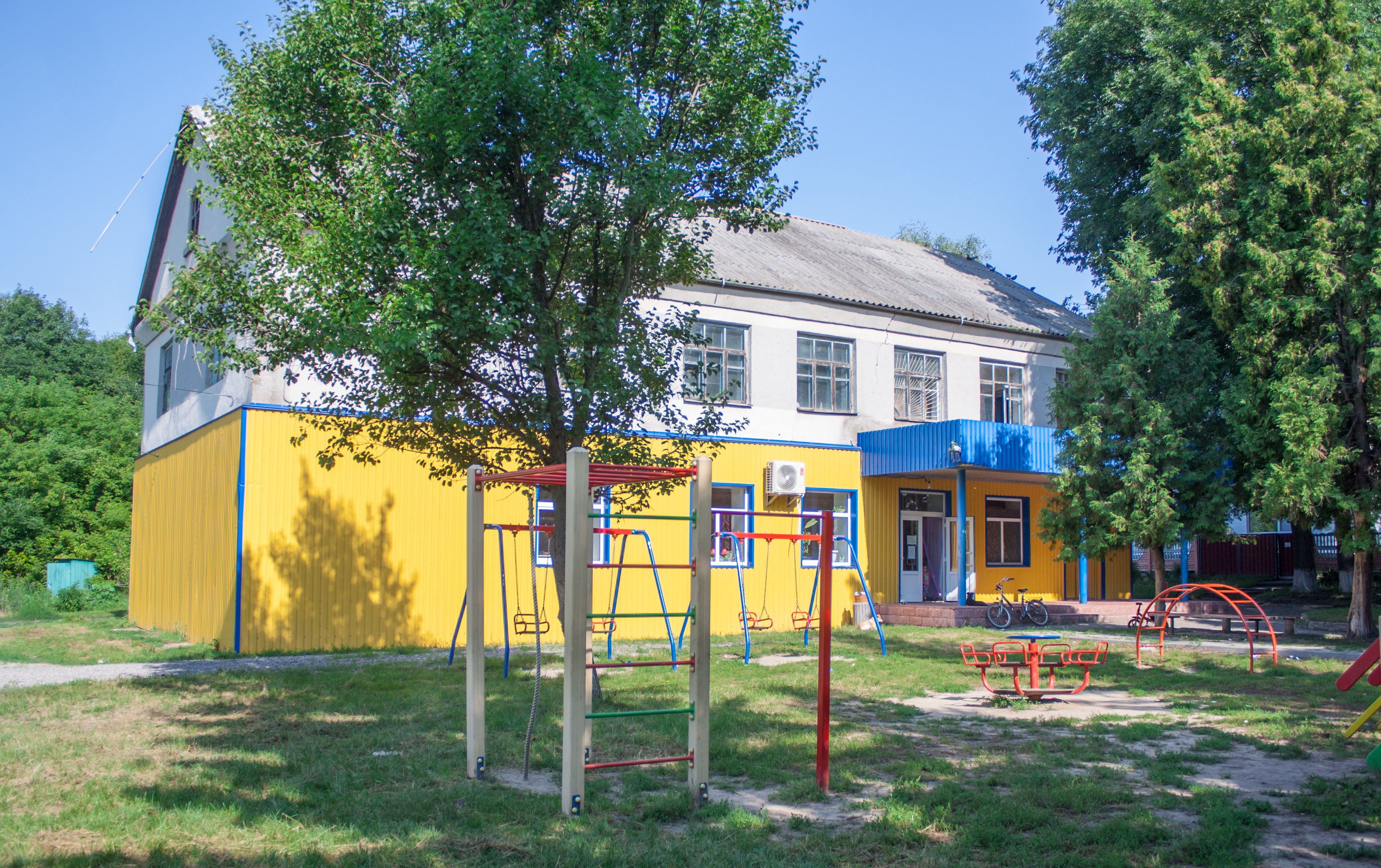
Магазин
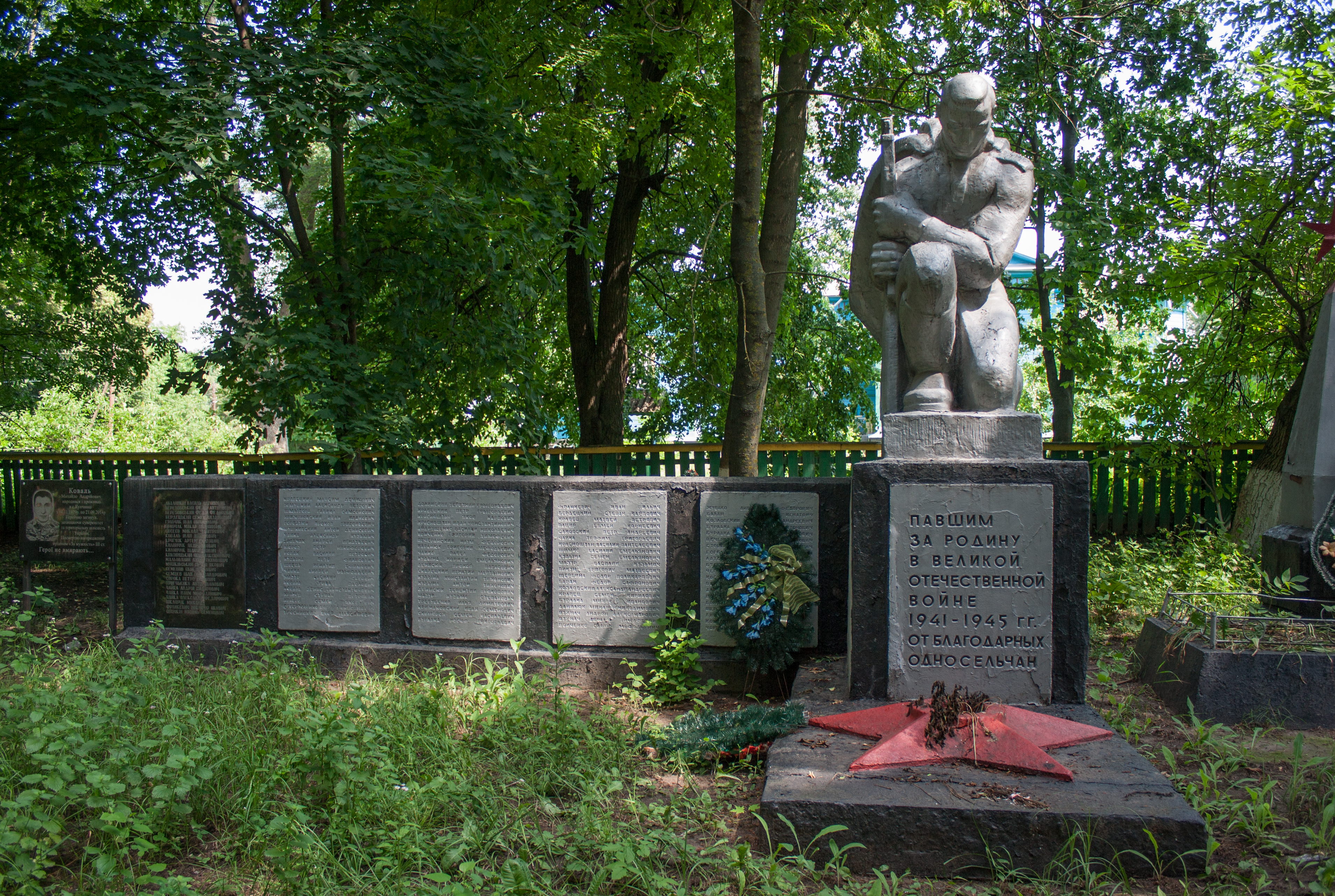
Пам'ятник воїнам-односельчанам